# Шварцман Павло Георгійович
Павло́ Гео́ргійович Шва́рцман — підполковник Державної прикордонної служби України.

## З життєпису
Станом на квітень 2012 року — начальник відділу прикордонного контролю штабу Чопського прикордонного загону.
Станом на лютий 2017-го — заступник начальника штабу — начальник відділу організаційно-мобілізаційної роботи та організації повсякденної діяльності, Західне регіональне управління Державної прикордонної служби України.

## Нагороди
26 липня 2014 року — за особисту мужність і героїзм, виявлені у захисті державного суверенітету та територіальної цілісності України, вірність військовій присязі під час російсько-української війни, відзначений — нагороджений орденом «За мужність» III ступеня.